# Pere Mañach
Pere Mañach (* 1870 vermutlich in Barcelona, Katalonien; † zwischen 1936 und 1939 im Spanischen Bürgerkrieg) war der erste Kunsthändler von Pablo Picasso und Mäzen der Design-Entwürfe von Josep Maria Jujol. Mit Gespür für neue Talente der Malerei unterstützte er junge katalanische Künstler.

## Leben und Wirken

### Herkunft
Pere Mañachs Vater, Salvador Mañach i Trias, war ein Schlosser aus Besalú, der Mitte des 19. Jahrhunderts nach Barcelona gezogen war und dort die Grundlagen zur Herstellung von Tresoren und Sicherheitsschlössern erlernt hatte. Diese Fähigkeiten vervollständigte er von 1856 bis 1859 in Paris und gründete nach seiner Rückkehr eine erfolgreiche Werkstatt in Barcelona.
Der Familienerbe Pere Mañach verfolgte anarchistische Ideale. Nach einem Zerwürfnis mit seinem Vater entfloh er 1893, angezogen von der zeitgenössischen kulturellen Strömung, nach Paris.

### Kunsthändler in Paris
Mañach half dem mittellosen Picasso, auf dem Pariser Kunstmarkt Fuß zu fassen und wurde ab 1900 sein erster Kunsthändler, der ihm 150 Franc monatlich für seine Bilder zahlte. Picasso zog während seines zweiten Parisbesuchs im Mai 1901 in das Haus am Boulevard de Clichy 130, wo Mañach lebte, und teilte sich mit ihm für einige Monate das Studio im obersten Stock. Das Studio war vorher von Carlos Casagemas genutzt worden, einem Freund Picassos, der sich im Februar des Jahres das Leben genommen hatte. Als Folge dieses Zusammenlebens und des anarchistischen Hintergrunds Mañachs wurden Picassos Aktivitäten zum Gegenstand polizeilicher Ermittlungen. Diese waren 1940 mit ein Anlass, dass Picasso die französische Staatsbürgerschaft verweigert wurde.
Picasso stellte Mañach 1901 in einem Ölporträt dar, das zunächst in der Galerie Vollard ausgestellt wurde. Das Petrus Manach betitelte Porträt zeigte ursprünglich Mañach als Torero gekleidet, wie später eine Infrarotuntersuchung ergab. Maler und Modell waren beide vom Stierkampf fasziniert. Das Gemälde wurde später übermalt und zeigt Mañach nun mit weißem Hemd und dunkler Hose. Nur der rote Schlips weist noch auf die erste Fassung hin. Nach Mañachs Tod bot seine Witwe Josefina Ochoa in den 1940er Jahren das Werk der Stadt Barcelona an. Dies wurde vom falangistischen Ratsherrn Eugenio Fuentes Martin mit den Worten abgelehnt: „Wir nehmen nichts von diesem Roten“. Das Gemälde befindet sich heute in der National Gallery of Art in Washington, D.C. (Chester Dale Collection).
Im Jahr 1902 brach Picasso die professionellen Beziehungen ab, obwohl Mañach für den 1. bis 15. April eine Ausstellung mit Werken von Picasso und Lemaire in der Pariser Galerie von Berthe Weill vorbereitete sowie im Juni eine weitere mit Werken von Picasso und Matisse in derselben Galerie. Picasso kehrte später mit Sebastià Junyent aus Barcelona nach Paris zurück und stellte dort in einer gemeinsamen Ausstellung vom 15. November bis 15. Dezember des Jahres zum ersten Mal Bilder der „Blauen Periode“ vor. Diese wurde wieder durch Mañach organisiert.

### Arbeit in Barcelona
Nach dem Tod seines Vaters im Juli 1904 übernahm Mañach den florierenden Familienbetrieb. Aber er verlor nicht den Kontakt zur Modernen Kunst und eröffnete 1911 in Barcelona seine Botiga Mañach (Mañach-Boutique) in der Straße Carrer de Ferran 57, einem Geschäft für dekorative Objekte. Er betraute Josep Maria Jujol mit der Ausgestaltung der Fassade, der Möblierung und großenteils mit der Auswahl der zu verkaufenden Werke. Antoni Gaudí, ein persönlicher Freund von Mañach, hatte ihm Jujol vorgestellt. Jujol war dessen Mitarbeiter und entwarf für Casa Milà die schmiedeeisernen Skulpturen der Balkone und die Stuckdecken des Erdgeschosses.

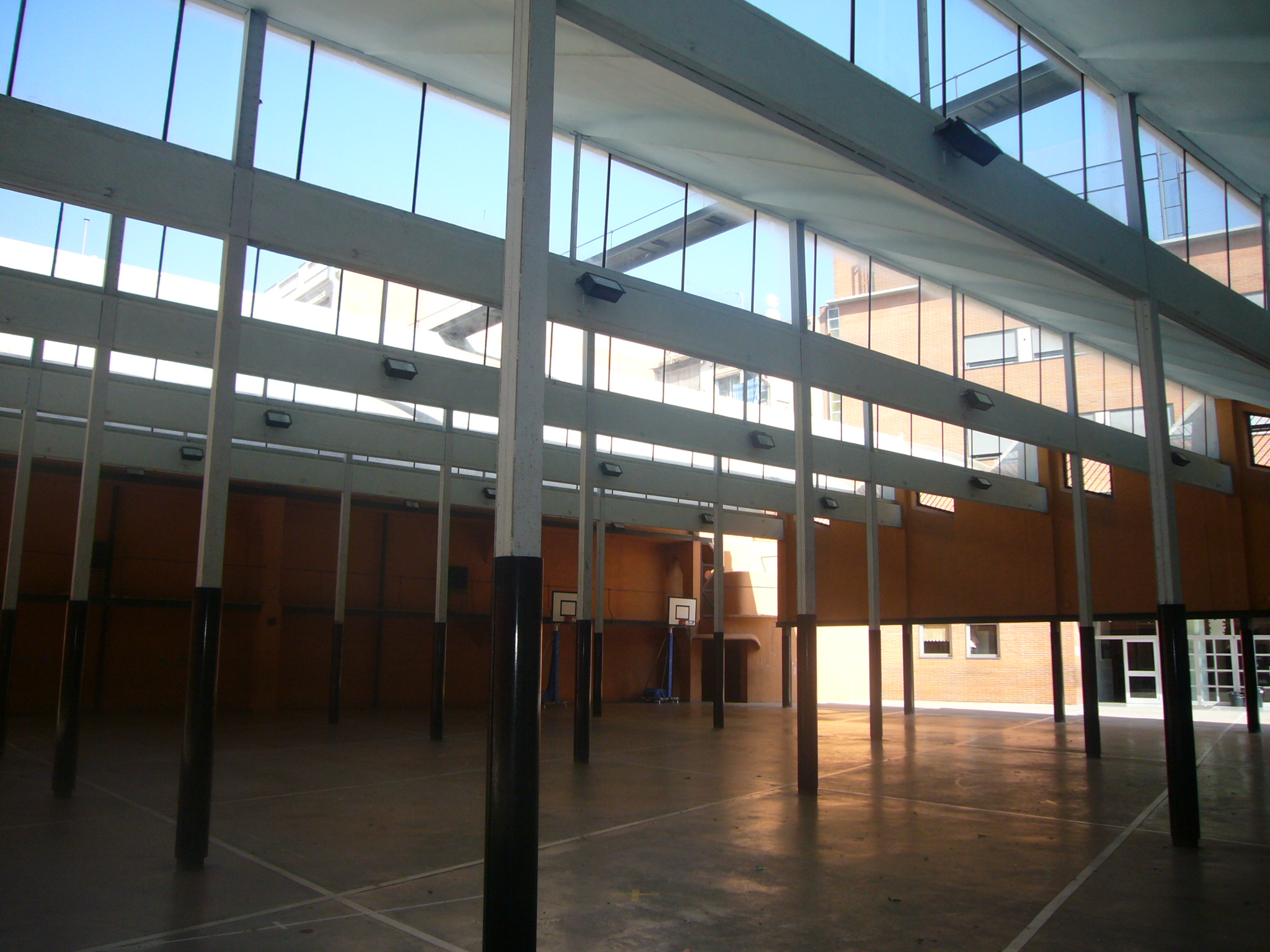
Werkstätten Tallers Mañach (1916), heute ein Schulhof

Das gute Verhältnis führte 1916 zum Auftrag an Jujol, in Barcelona die Tallers Mañach (Mañach-Werkstätten) in der Straße Riera de Sant Miquel 39 zu entwerfen. Diese Werkstätten, in denen Tresore hergestellt wurden, verfügten über ein natürliches Deckenbeleuchtungssystem, das direkte Lichteinstrahlung im Arbeitsbereich vermied. Sie wurden in Ziegelbauweise errichtet. Das Gewölbe wird durch ein System von Trägern und Fialen gehalten. Jujol experimentierte mit den Winkeln des Gewölbes, das während des Baus einstürzte und erneuert werden musste. Der größte Teil der Werkstätten ist noch heute erhalten und wird als Pausenhof der Josep-Maria-Jujol-Schule genutzt.
1919 heiratete Mañach Josefa Ochoa und zog in die Straße Ronda de Sant Pere in Barcelona. Jujol entwarf dazu einige Möbel für den Speiseraum, das Schlafzimmer und das Musikzimmer.
Pere Mañach war ein Begleiter Gaudís in dessen letzten Stunden. Er schärfte den nachfolgenden jungen Architekten ein, sämtliche verfügbaren Dokumente und Studienmaterialien als Keim für eine gaudínistische Schule zusammenzuführen.